# Wikimedia Sverige

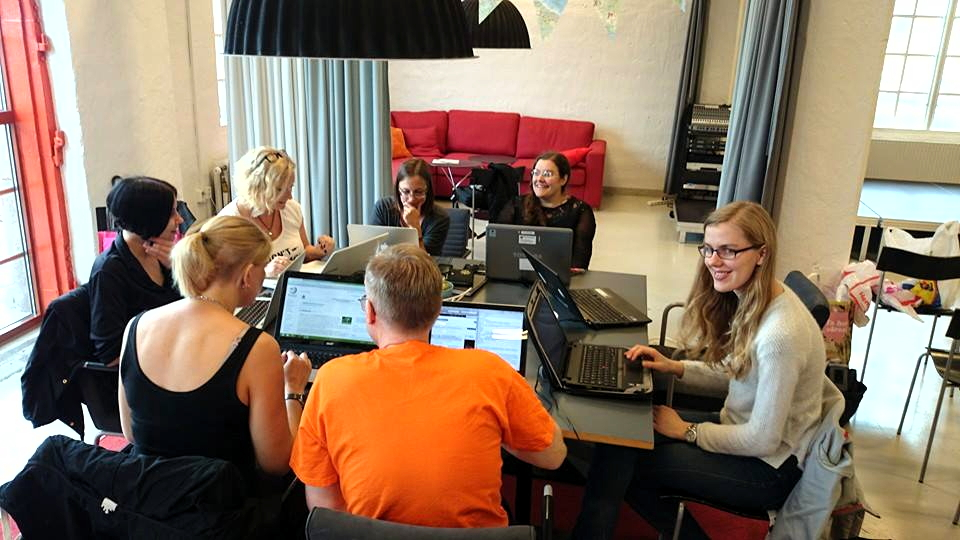
Wikimedia Sverige arrangerar bland annat skrivstugor med olika teman.

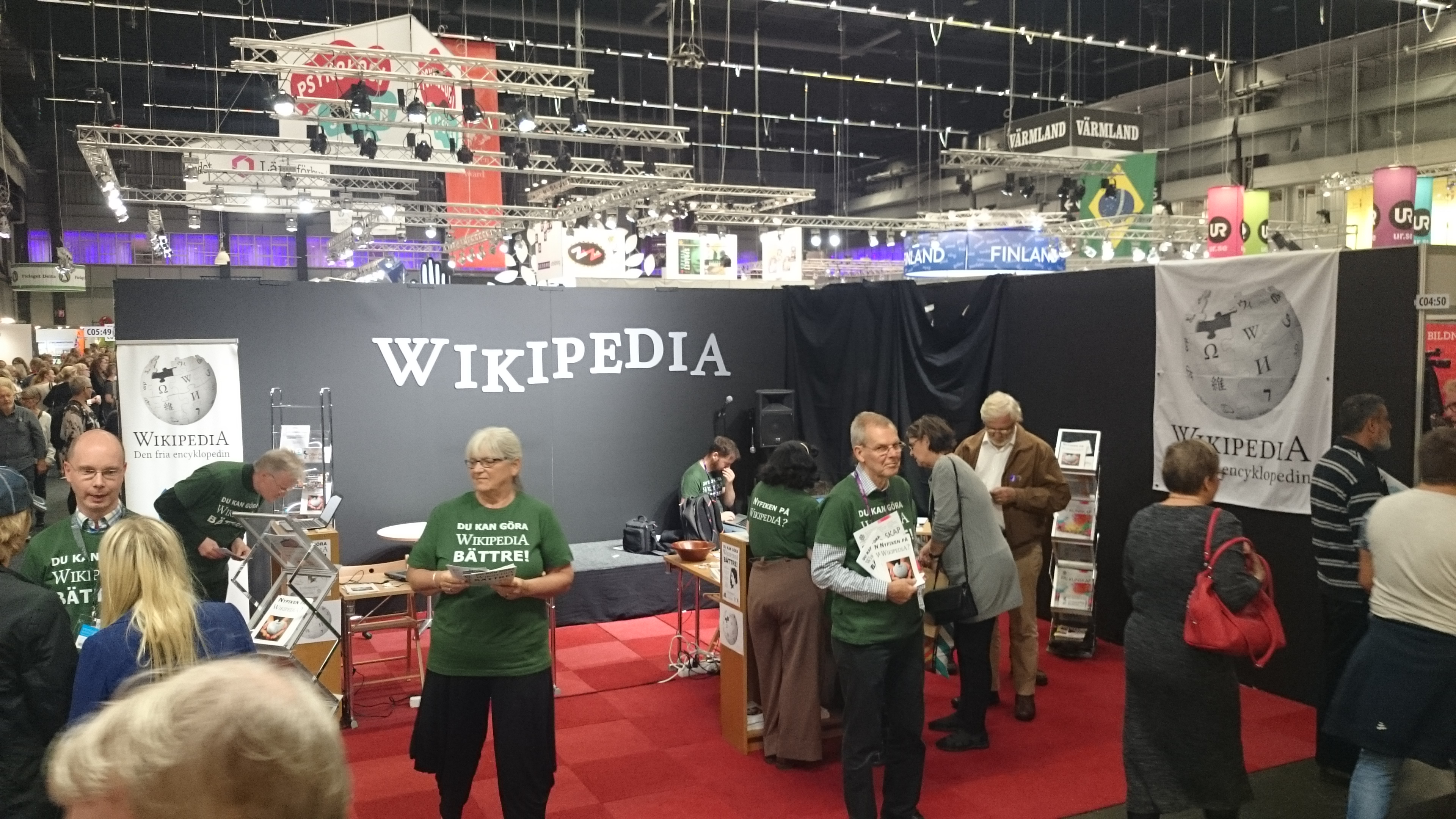
Wikimedia Sverige på Bokmässan i Göteborg 2016.

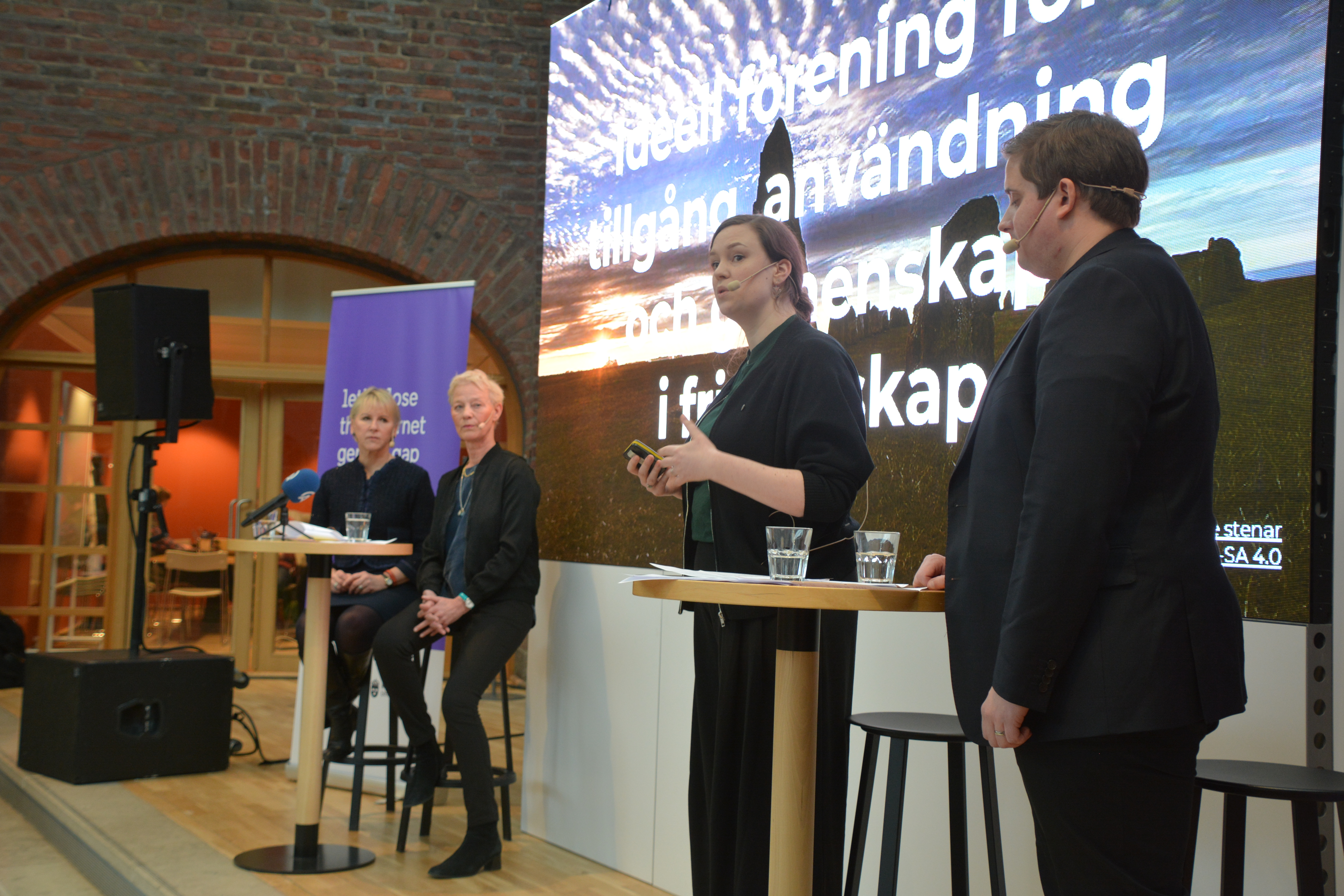
Margot Wallström, Anna Wahl med Sara Mörtsell och John Andersson från Wikimedia Sverige på KTH:s, UDs och Wikimedias skrivstuga WikiGap 2018 i Stockholm

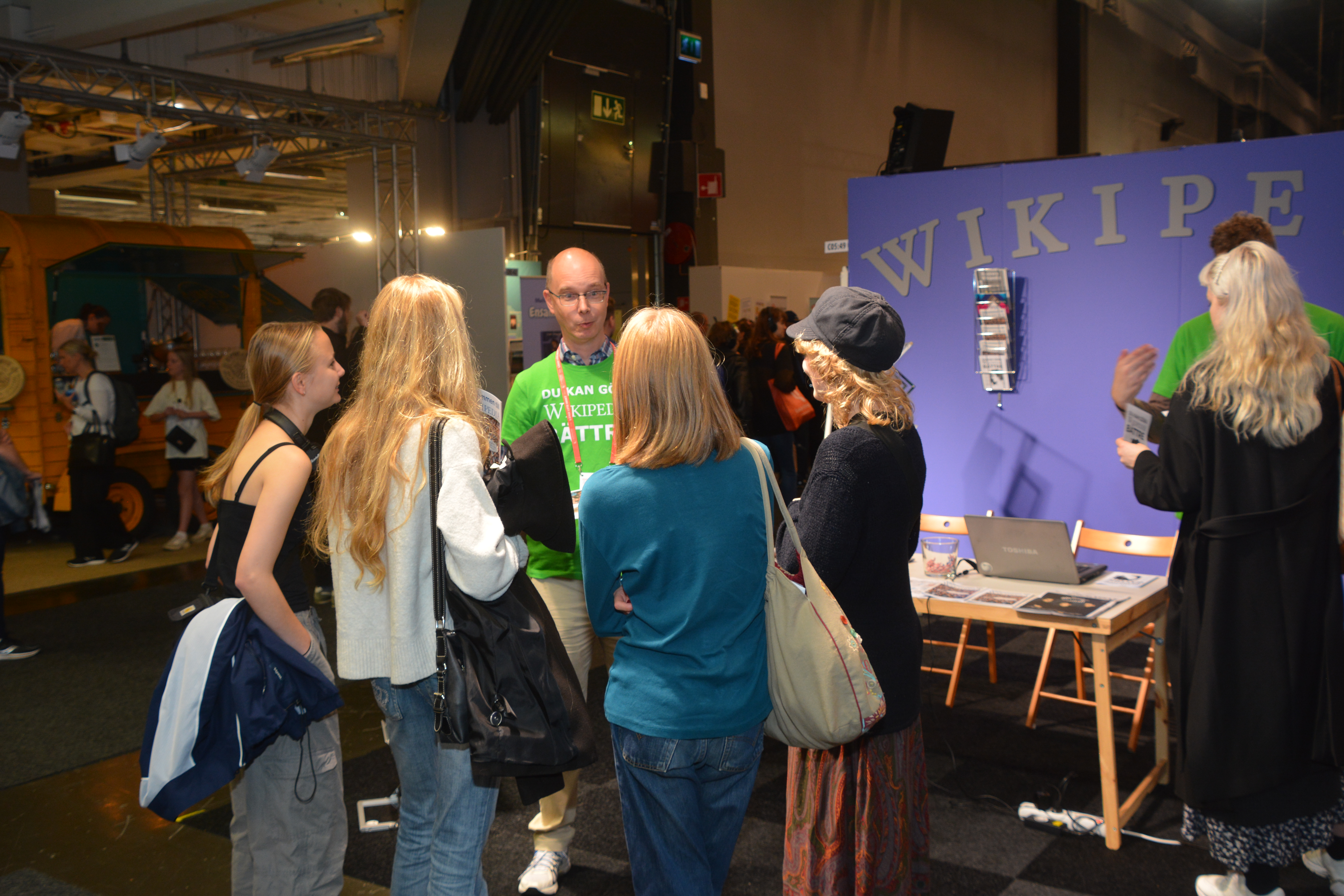
Wikimedia Sveriges monter på Bokmässan 2023, med ordförande Mattias Blomgren

Wikimedia Sverige (WMSE) är en svensk ideell förening med kansli i Stockholm, som verkar för att sprida upphovsrättsligt fri kunskap. Den är en juridiskt obunden lokal avdelning, så kallat chapter, till den amerikanska stiftelsen Wikimedia Foundation. Föreningen stödjer därför i första hand verksamheter inom ramen för Wikimedias projekt, däribland Wikipedia, Wikimedia Commons och Wikidata. Däremot har man ingen formell bestämmanderätt över innehållet i dessa projekt.

## Verksamhet
Wikimedia Sverige stöder enskilda volontärer med bidrag som kan sökas, allt från mindre stöd för inköp av litteratur till större projekt som flygfotografering.
Wikimedia Sverige är remissinstans för Digitaliseringskommissionens betänkande En digital agenda i människans tjänst – en ljusnande framtid kan bli vår, och en av kommissionens ”signatärer”, det vill säga en aktör som kommissionen anser kan påverka och bidra till digitaliseringsarbetet som regeringen uppdragit.
Föreningen samarbetar med museer, bland annat via Centralmuseernas samarbetsråd. De hjälper bland annat till med uppladdning av bilder och digitalisering och lösningar för att museernas sakkunniga ska kunna bidra med expertis.
Inom ramen för ”Wikipedia i utbildning” samarbetar föreningen med skolor och lärare i syfte underlätta och utveckla användandet av Wikimediaprojekten i utbildningen.
Föreningen verkar för att fler kvinnor skall bli aktiva skribenter samt att mer skall skrivas om kvinnor i artiklar.

### Wikimedia-priset
År 2017 delades det första Wikimedia-priset ut. Priset, som består av ett diplom, går till en person som gjort en särskilt stor insats för att sprida fri kunskap under det senaste året. Wikimedia Sveriges styrelse utser vinnaren.
- 2017 till Holger Ellgaard

| ”           | För hans stora volym av Stockholmsrelaterade Wikipedia-artiklar, som utgör inspiration för både läsare och skribenter, och hans stora villighet att hjälpa andra inom sitt intresseområde | „ |
| – Prisjuryn | |   |

- 2018 till Användare:Tegel

| ”           | För sitt outtröttliga arbete med klottersanering utan drama och idoga arbete som byråkrat, vilket bidrar till att bygga Wikipedias trovärdighet, demokratifunktion och trovärdighet | „ |
| – Prisjuryn | |   |

- 2019 till Magnus Olsson

| ”           | För att han på ett exemplariskt sätt tar hand om nybörjare så att de känner sig välkomna, konstruktivt bidrar till att föra diskussioner inom gemenskapen framåt, samt aktivt hjälper till vid olika arrangemang på ett sätt, som gör att deltagarna känner sig inkluderade. | „ |
| – Prisjuryn | |   |

- 2020 till Användare:Aciram

| ”           | Aciram har gjort en imponerande insats på flera olika fronter inom Wikimediaprojekten med över 185 000 redigeringar totalt. Enbart inom svenskspråkiga Wikipedia har Aciram skapat närmare 7 000 artiklar inom artikelnamnrymden, med fokus på framför allt historiska kvinnobiografier från före år 1900 och olika delar av världen. Aciram har genom detta på ett metodiskt sätt breddat Wikipedia genom att fylla i luckor när det kommer till historiska kvinnor. | „ |
| – Prisjuryn | |   |

- 2021 till Jan Ainali

| ”           | För hans stora engagemang i Wikimediaprojekten och att han outtröttligt verkar för fri information i allmänhet och fri kunskap i synnerhet. | „ |
| – Prisjuryn | |   |

- 2022 till Användare:Larske

| ”           | Larske är wikipedianen som andra wikipedianer vänder sig till med frågor om statistik och Wikidata, och som snabbt och med stor vänlighet ställer upp med hjälp att ta fram listor och data (och förklara dem!). Han hjälper till med att få diskussioner att utgå ifrån fakta istället för tyckanden, han delar med sig av råd och hittar kluriga lösningar. Larske är en av de användare som fungerar som en brygga mellan Wikipedia och Wikidata och som åtnjuter stort förtroende hos gemenskapen. | „ |
| – Prisjuryn | |   |

- 2023 till Johan Jönsson

| ”           | För hans arbete med att förklara hur Wikipedia fungerar genom att skriva böcker och tidningsartiklar. Arbetet skapar en större förståelse hos allmänheten och bidrar därmed till att få fler att hjälpa till. Han är också noga med att lyfta fram andra wikipedianers arbete. | „ |
| – Prisjuryn | |   |

- 2024 delades priset mellan Lars Aronsson, användare:Thuresson och användare:Thurs

| ”           | Lars Aronsson: För hans arbete med att sprida fri kunskap genom Projekt Runeberg, vilket har möjliggjort skapandet av många biografiska artiklar på Wikipedia, samt inte minst att källbelägga Wikipedias artiklar och därmed uppfylla kravet på verifierbarhet. | „ |
| – Prisjuryn | |   |

| ”           | Thuresson: För dennes oumbärliga insatser på svenskspråkiga Wikisource för att därigenom tillgängliggöra källor, som kan användas för att uppfylla Wikipedias krav på trovärdiga källor och verifierbarhet, samt för användarens inkluderande och vänliga bemötande av nybörjare på Wikisource. | „ |
| – Prisjuryn | |   |

| ”           | Thurs: För dennes oumbärliga insatser på svenskspråkiga Wikisource för att därigenom tillgängliggöra källor, som kan användas för att uppfylla Wikipedias krav på trovärdiga källor och verifierbarhet, samt för användarens inkluderande och vänliga bemötande av nybörjare på Wikisource. | „ |
| – Prisjuryn | |   |

- 2025 till Användare:FrankieF (Frankie Fouganthin)

| ”           | FrankieF har bidragit med tusentals högkvalitativa bilder till Wikimedia Commons. Vid politiska händelser, filmpremiärer, idrottsevenemang med mera är FrankieF på plats med sin kamera och dokumenterar och släpper sedan bilderna fria för användning. Antalet människor som sett hans illustrationer i Wikipediaartiklar och andra ställen går nog inte att överskatta. | „ |
| – Prisjuryn | |   |

## Historik
Föreningen bildades den 20 oktober 2007 och godkändes som lokalavdelning av Wikimedia Foundation den 11 december samma år.
Föreningens kansli har under åren funnits på flera olika adresser i Stockholm. Under perioden februari 2018 till mars 2022 var man lokaliserade på kontorshotellet Goto 10 i Hammarby sjöstad. Sedan den 1 april 2022 är föreningens kansli istället lokaliserat i kontorshotellet Norrsken House på Birger Jarlsgatan 57 C i Stockholm.

## Rättsfall

### Upphovsrätt
Sommaren 2014 blev Wikimedia Sverige stämd av upphovsrättsföreningen Bildupphovsrätt i Sverige (BUS) för att ha publicerat bilder av offentlig konst på webbsidan offentligkonst.se, efter att nekat att ingå avtal med BUS. Wikimedia Sverige gjorde tolkningen att elektronisk publicering av bilder av skulpturer på allmän plats inte utgör intrång i upphovsrätten. Frågan hänsköts av Stockholms tingsrätt till Högsta domstolen (en så kallad hissprövning), som dömde att Wikimedia ej har rätt att publicera offentlig konst, som omfattas av svenska upphovsrättsföreskrifter. Domstolsutslaget gäller specifikt för Wikimedia men utgör ett prejudikat, som bedöms omfatta åtminstone organisationer. I vilken omfattning det i praktiken kommer att omfatta enskilda individer får framtiden utvisa, då Högsta Domstolen ej tagit ställning till det.
| ”                        | – Vad vi har dömt avser det här målet, en databas med fotografier som inte är tillåtet att överföra eller tillgängliggöra för allmänheten. Men hur man ska se på Facebook och Instagram det vill jag inte uttala mig om eftersom det inte var uppe i detta målet, säger Lars Edlund, justitieråd på Högsta Domstolen. | „ |
| – svt/Konst 4 april 2016 | |   |

## Funktionärer

### Ordförande
- Lennart Guldbrandsson 2007–2011
- Jan Ainali 2011–2013
- Mattias Blomgren 2013– [24][25]

### Verksamhetschefer
- Jan Ainali 2013–2016
- Anna Troberg 2016–2017
- John Andersson 2017–

## Utmärkelser
- 2016 – Sparbanksstiftelsen Sjuhärads sociala medier-pris[26]
- 2017 – Årets pedagogiska pris (tillsammans med Stockholmskällan, utdelat av Sveriges museer) för projektet "Välkommen till min plats"[27]
- 2017 – Ann-Marie Lunds encyklopedipris (utdelat av Bild och Ord Akademin)[28]
- 2022 – Lars Salvius-priset[29]